# Église Saint-Pierre de Plougasnou
Pour les articles homonymes, voir Église Saint-Pierre.
L'église Saint-Pierre est une église catholique située à Plougasnou, en France.

## Localisation
L'église est située dans le département français du Finistère, sur la commune de Plougasnou.

## Historique
En octobre 1040, la comtesse Berthe donne à l’abbaye Saint-Georges de Rennes la paroisse de Plougasnou pour le salut de l’âme de son époux, le duc Alain III, qui vient de décéder. Le 1er octobre 1062, cette donation est renouvelée par la comtesse et son fils le duc Conan II. Il est possible que l’édification de l'église romane dont subsiste une partie soit liée à cette donation.
L'édifice est classé au titre des monuments historiques en 1914. La croix dite du Bourg est inscrite en 1971.

## Description
l'église Saint-Pierre (XIe siècle-XIXe siècle ) est un édifice composite au plan irrégulier. Romane à l'origine, elle a été reconstruite en presque totalité à partir du XVe siècle.
L’extérieur de l’édifice porte la marque d’une importante campagne de construction au XVIe siècle.
Le portail occidental, qui porte la date “1616”, est surmonté de trois clochetons à dôme. Au fronton, une niche abrite une statue de saint Pierre. La baie Sud-Ouest est de la même époque et rappelle l’ornementation du château de Kerjean. Le clocher, élevé de 1582 à 1584 par Jean Le Taillander, auteur de celui de Ploubezre et de l’arc triomphal de Saint-Jean-du-Doigt. Il est sommé d’une flèche octogonale qui culmine à 45 mètres de haut, entourée d’un balustre, de clochetons d’angle et d'une tourelle d'escalier octogonale au coin sud-est.
L’église est couverte de lambris avec entraits apparents. Elle est peinte en bleu et piquetée d’étoiles d’or.
La nef, flanquée de bas-côtés, présente quatre travées au nord et cinq au sud d'élévation et d'époque différentes. Au sud de la nef se trouve la partie la plus ancienne de l’édifice : trois arcades romanes de plein cintre à simple rouleau, couvertes d’un enduit épais qui ne permet hélas pas d’en préciser le mode de construction et d’en préciser la datation. Le côté nord de la nef, dont les arcs brisés sont portés par des piles rondes, date du XVIe siècle. Il pourrait avoir été édifié par le même architecte que le clocher, les voussures présentant le même profil que celles de ses fenêtres.
Le collatéral nord, élargi au XIXe siècle, est d’une largeur sensiblement équivalente à celle de la nef, sauf au niveau de la travée est de la nef où il a conservé sa dimension d’origine identique à celle du collatéral sud.
Le passage de la nef au chœur est tout juste marqué par un léger rétrécissement. Les fortes piles carrées qui le cantonnent laisse supposer le projet d’édification d’un arc diaphragme jamais mené à terme.

Le chœur de quatre travées, édifié en deux campagnes au XVe siècle, est séparé des bas-côtés par des arcades brisées portées par des piliers octogonaux aux chapiteaux lisses. Il s’achève par une grande baie à remplage de style gothique flamboyant érigée vers 1500.

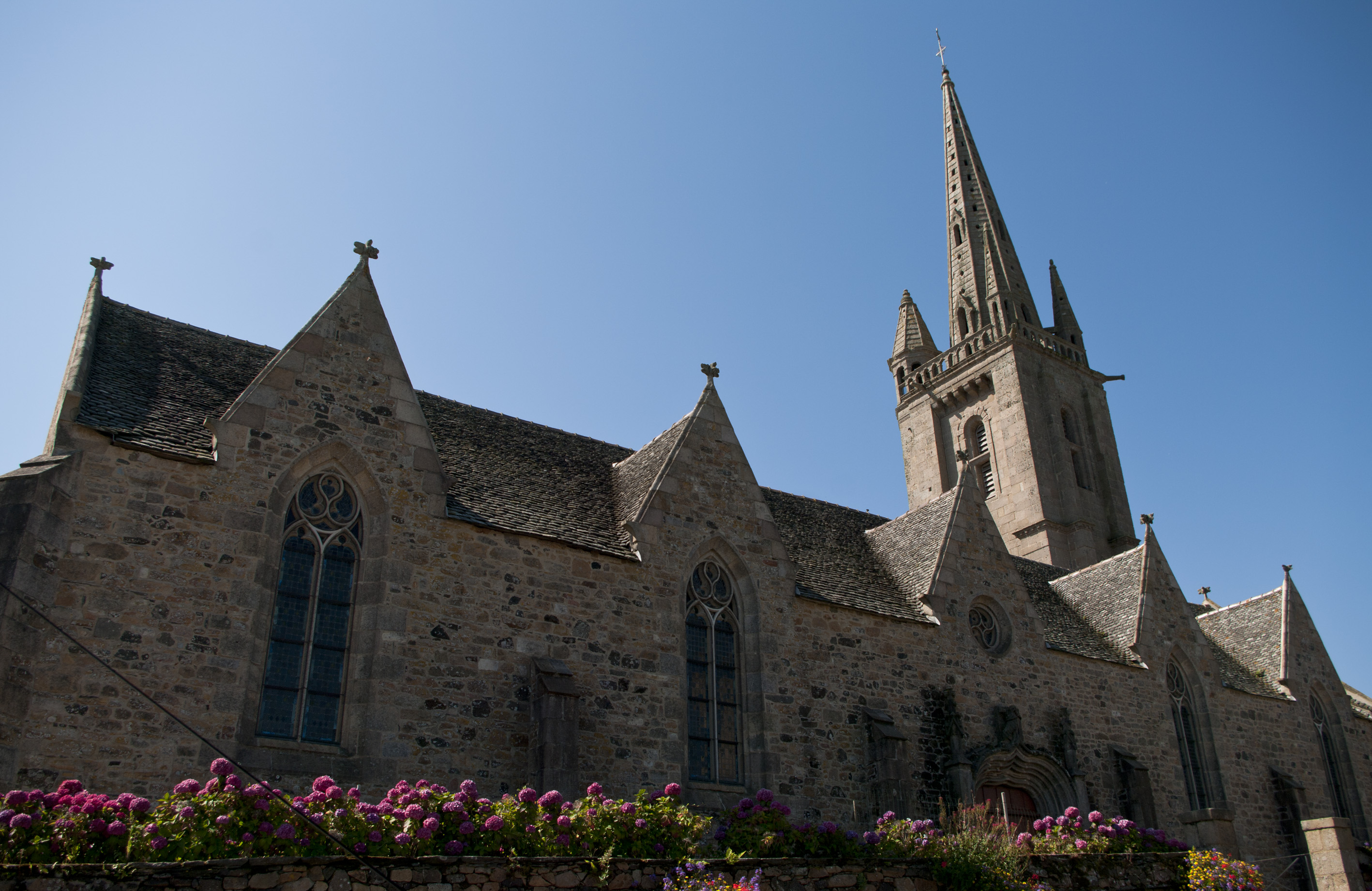
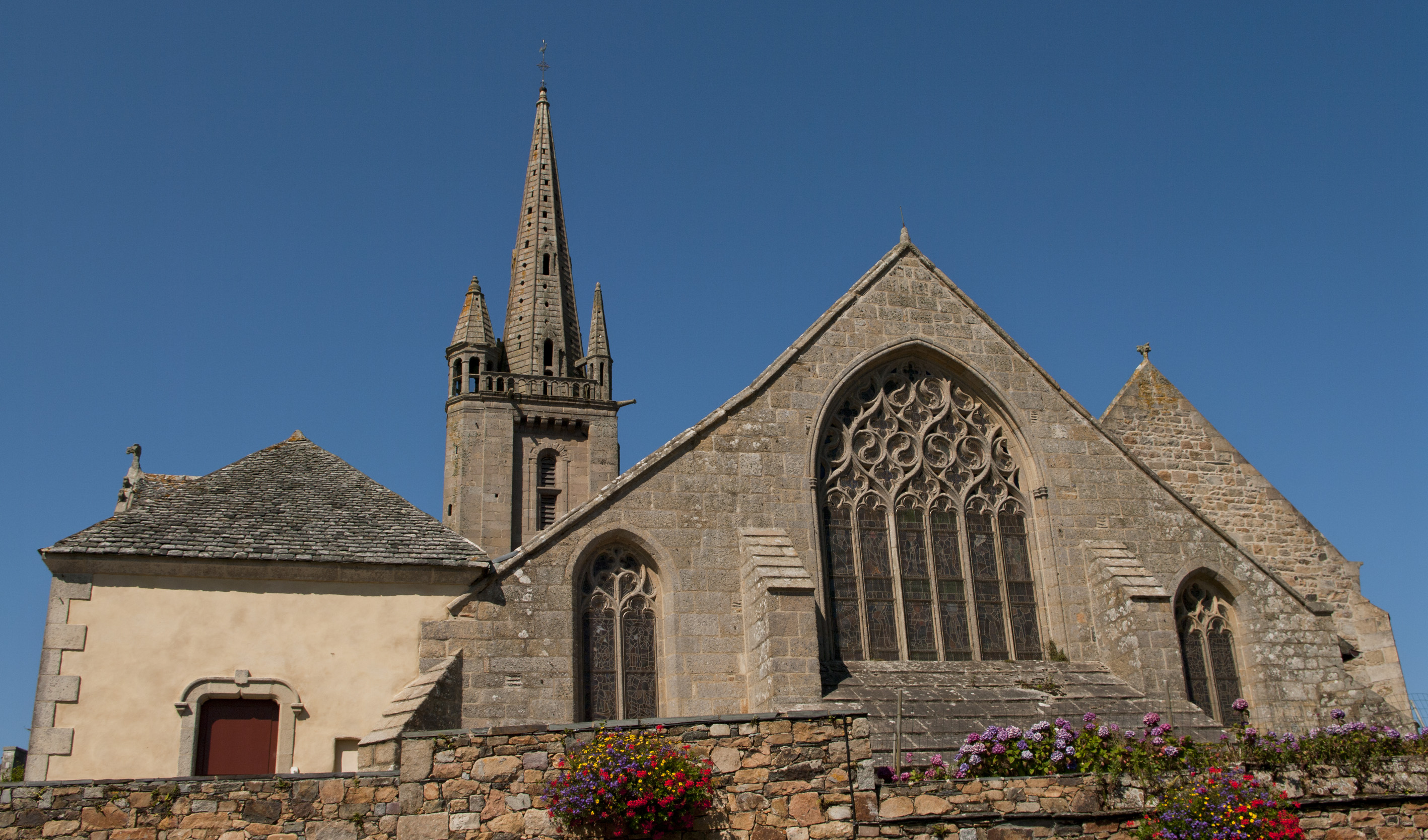
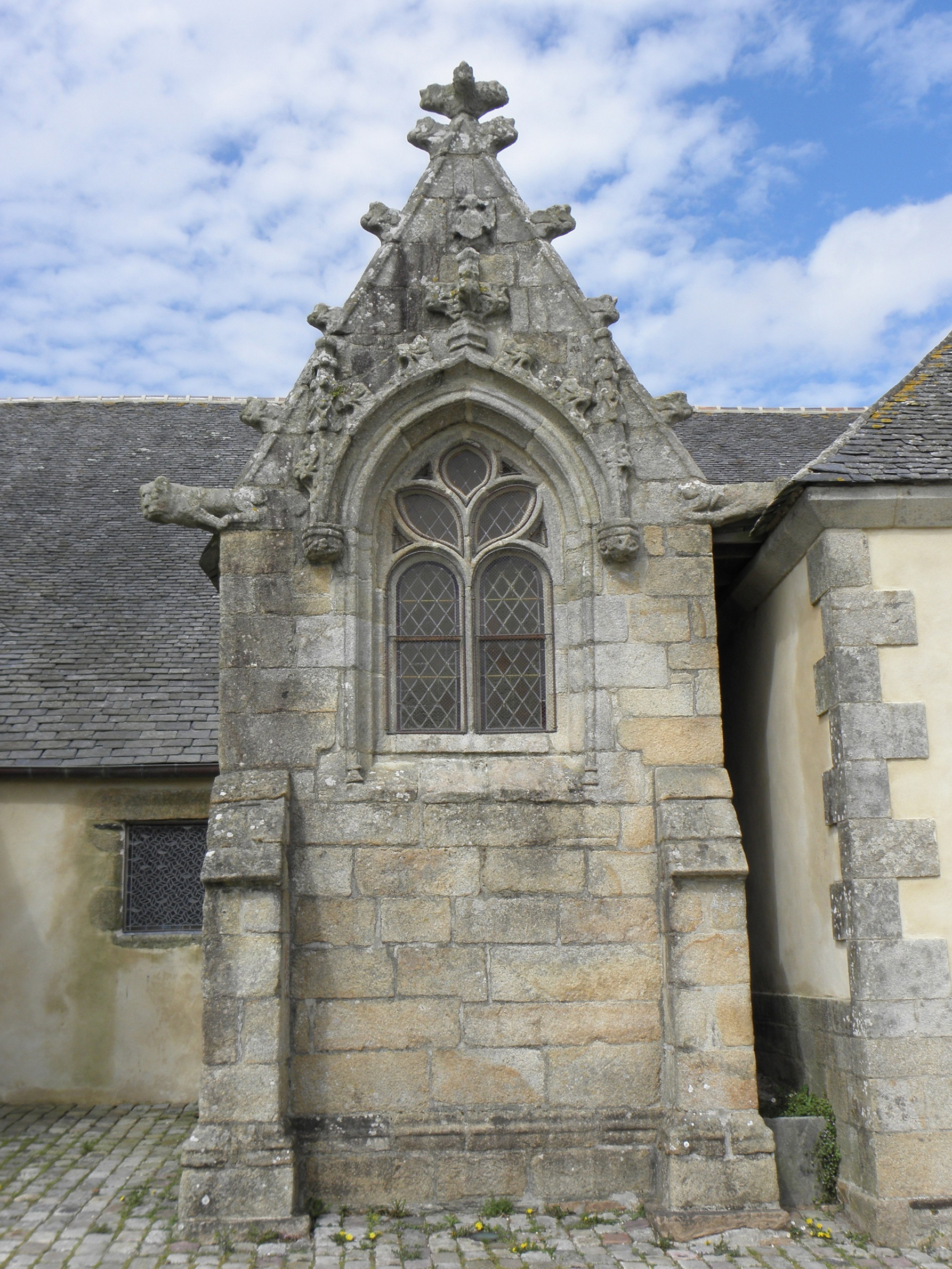
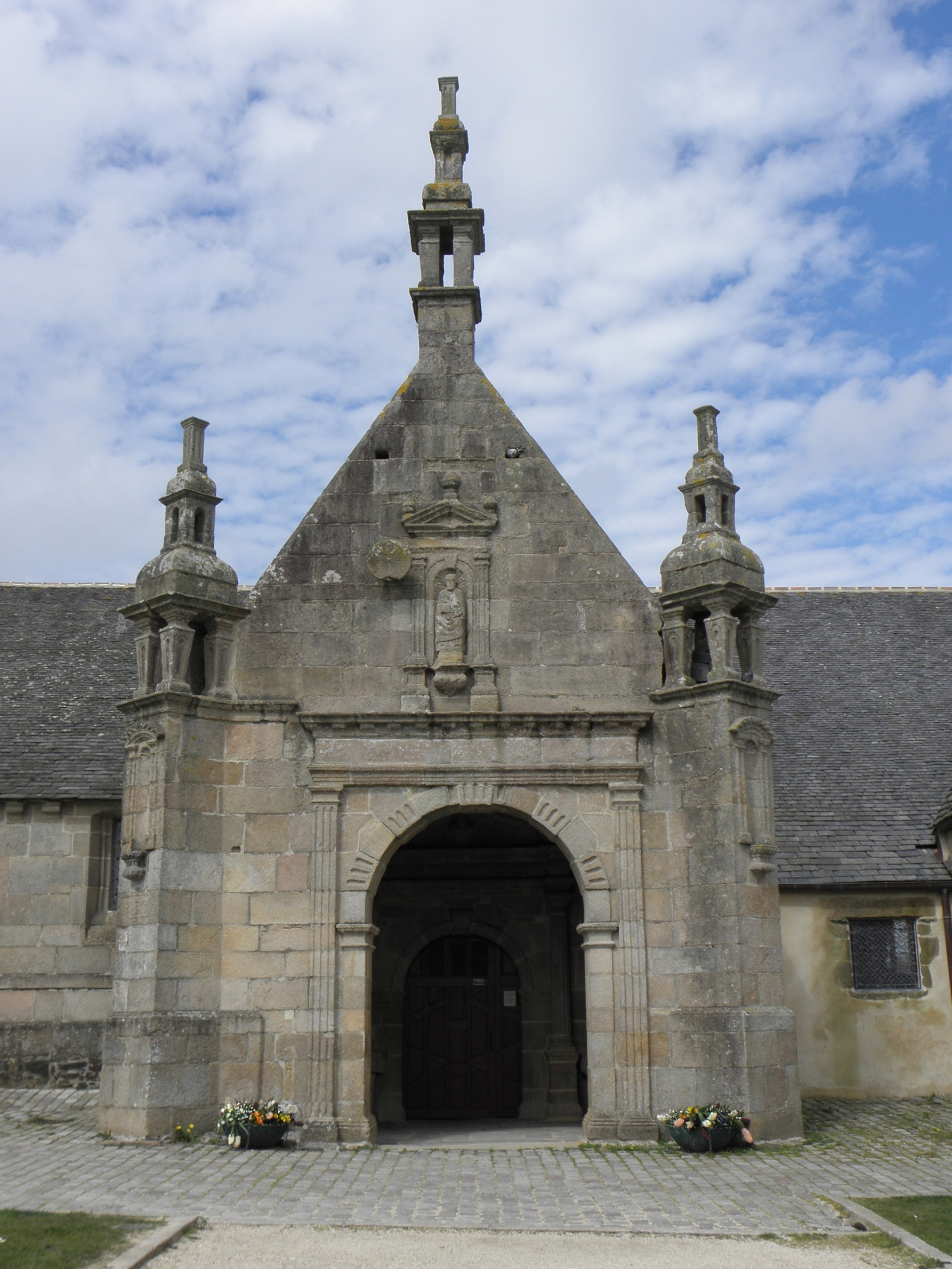
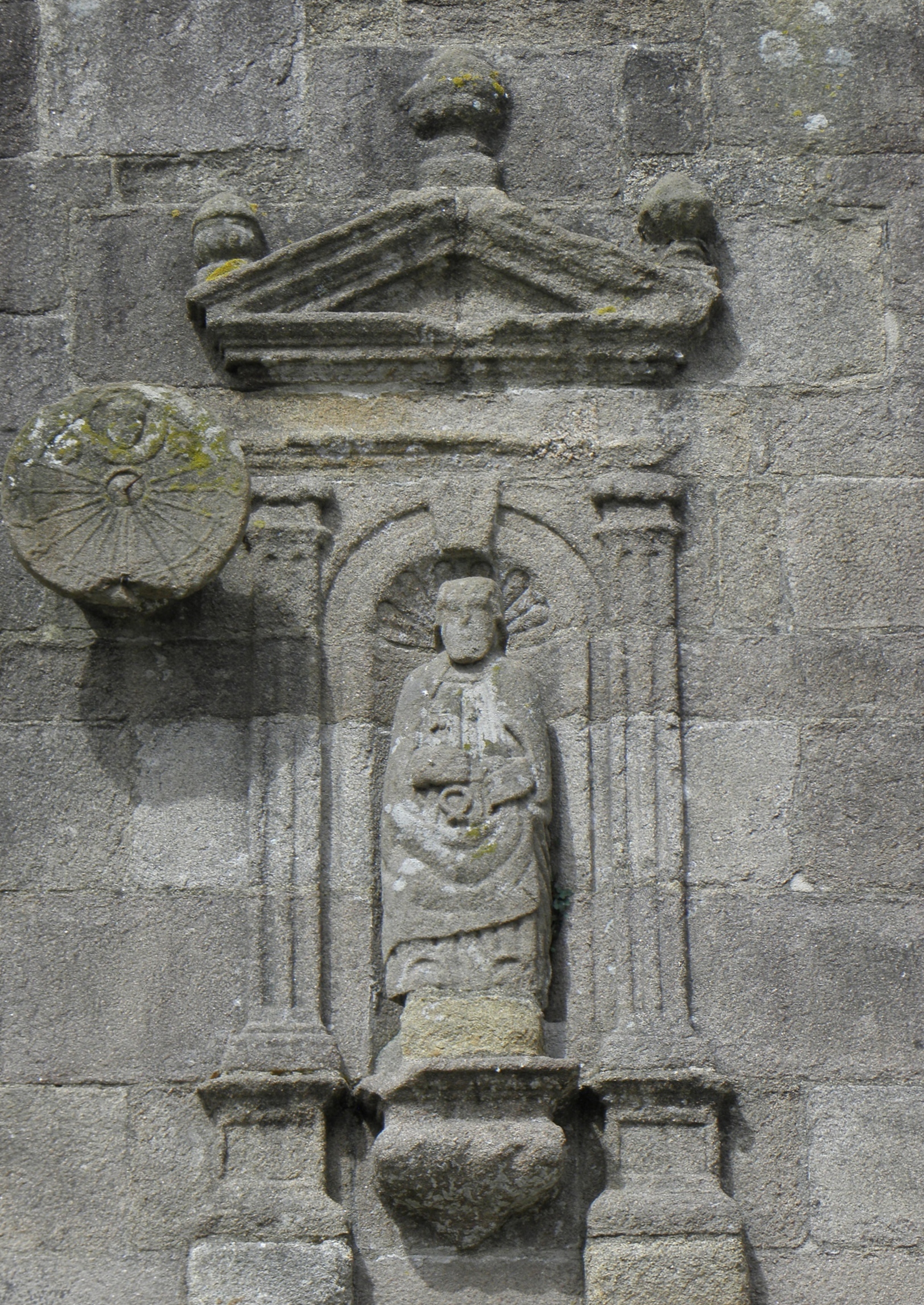
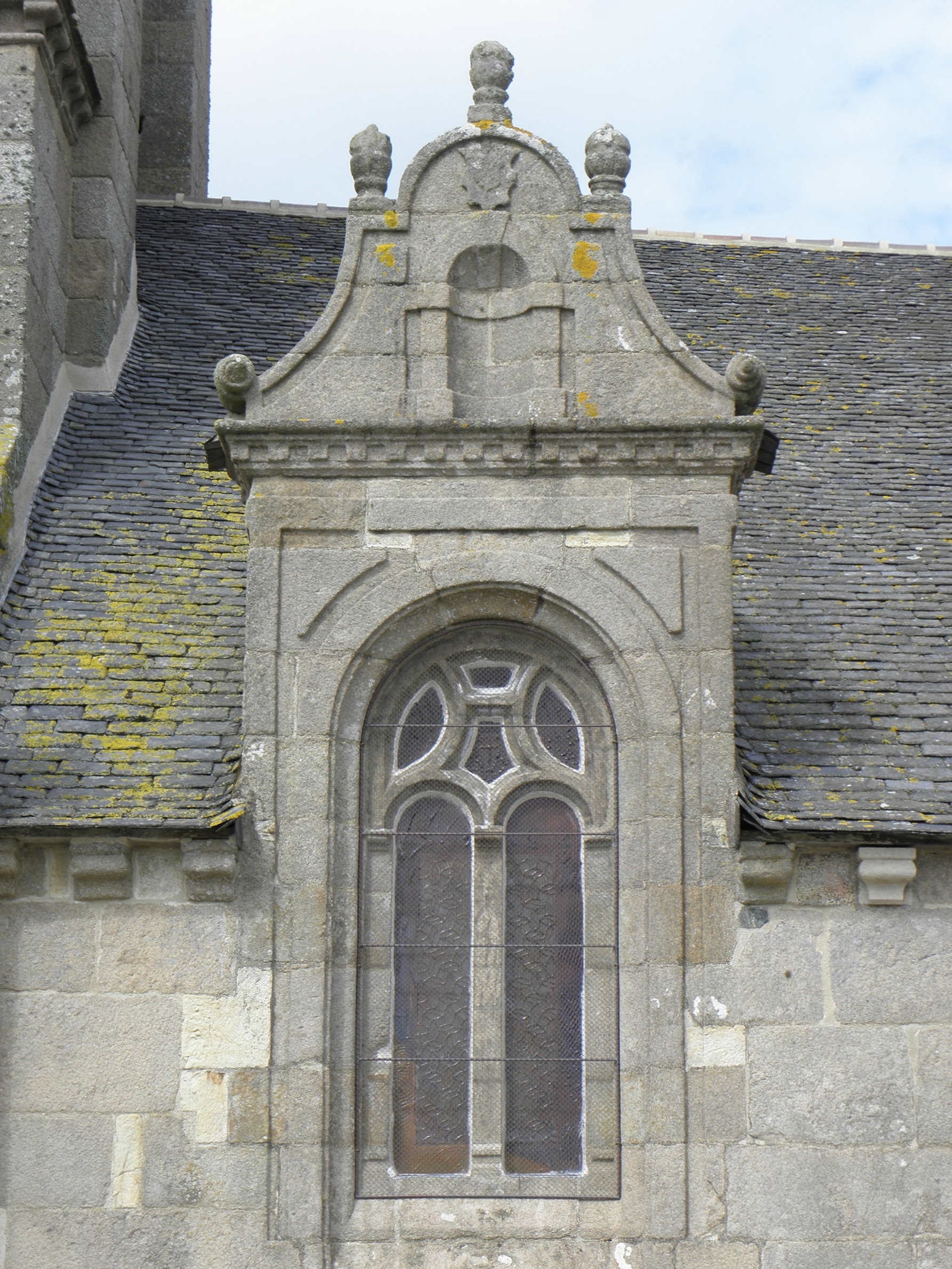
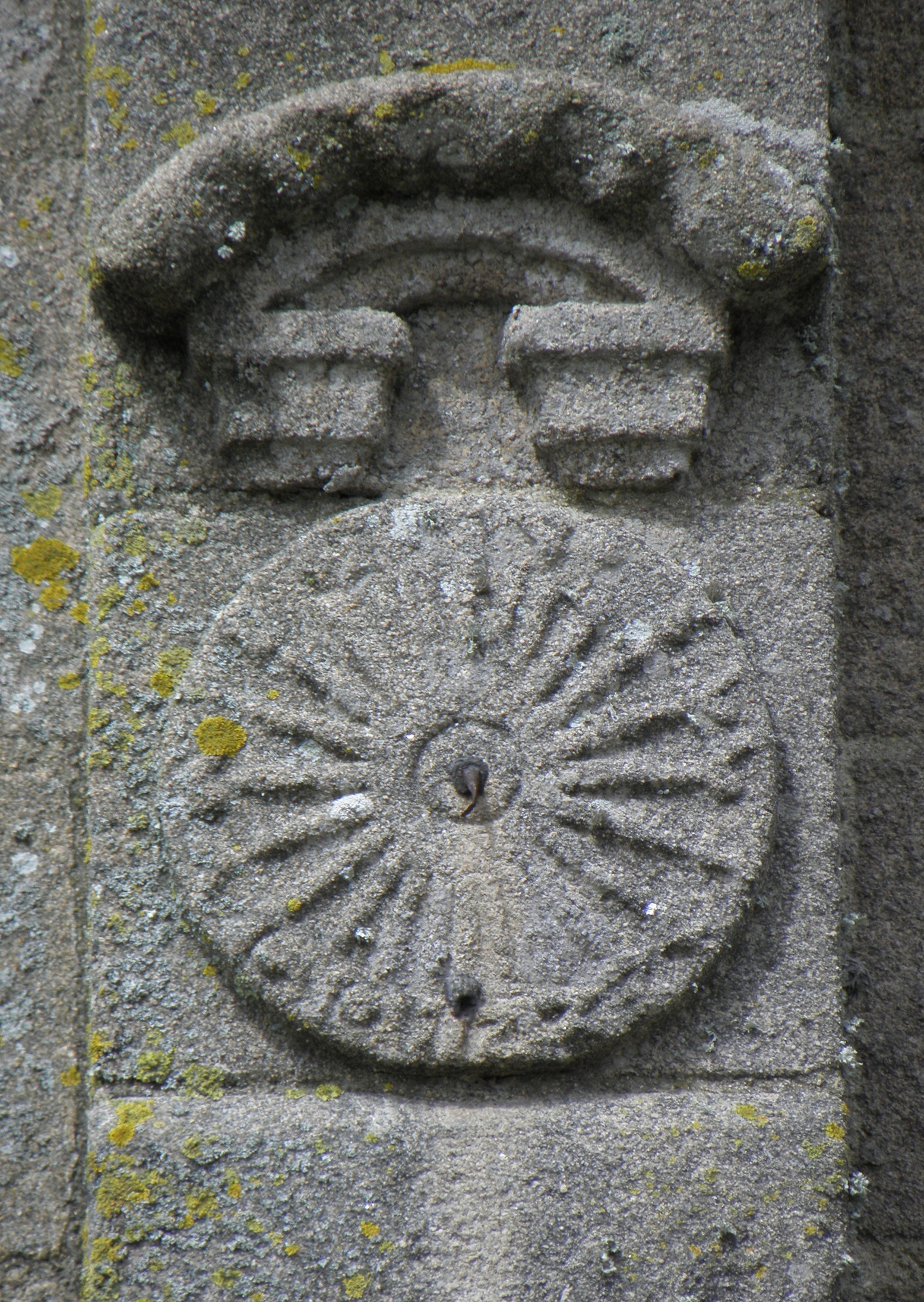
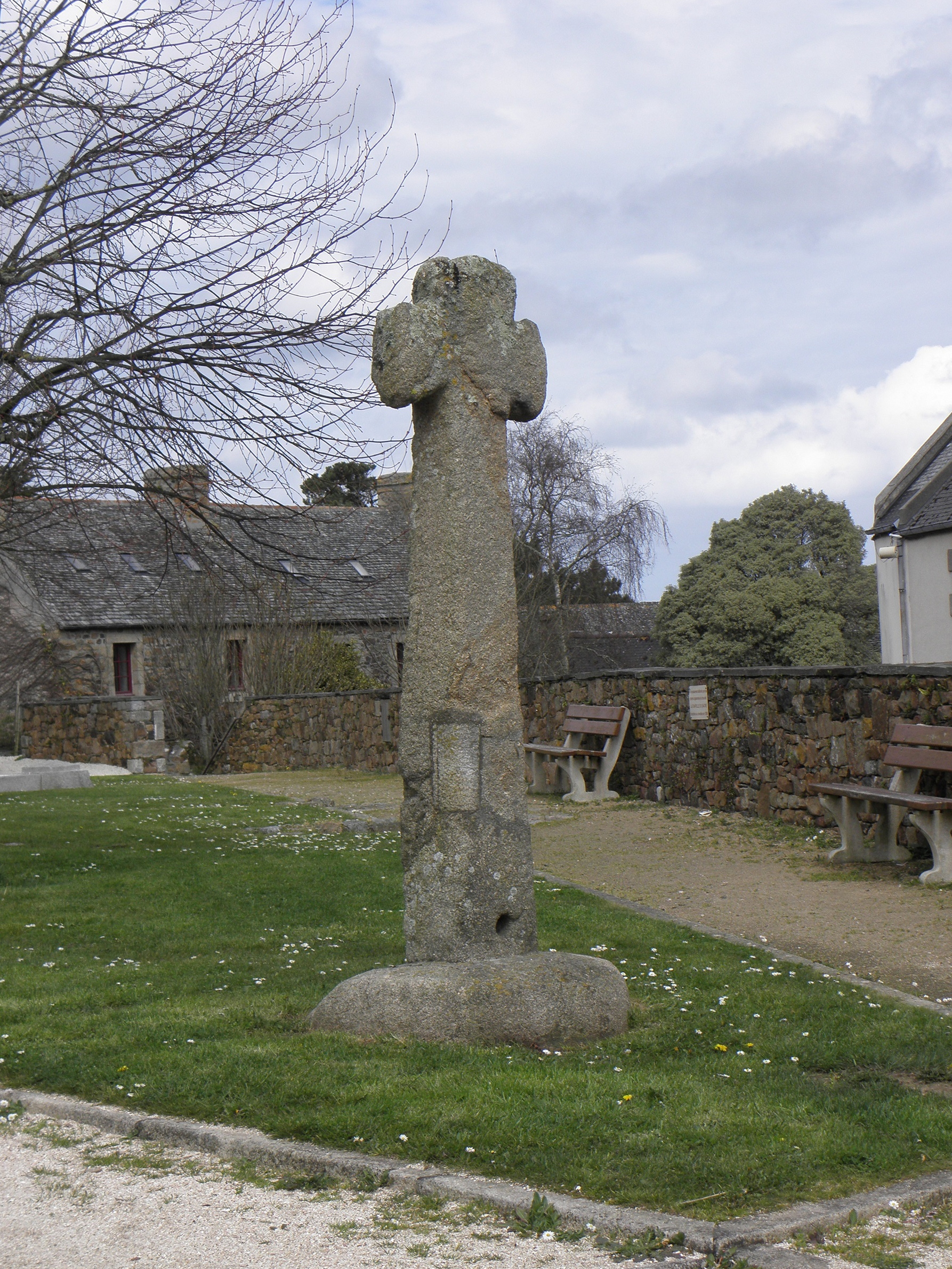

L'église possède aussi un riche mobilier intérieur. La statuaire provient en partie de chapelles avoisinantes détruites.

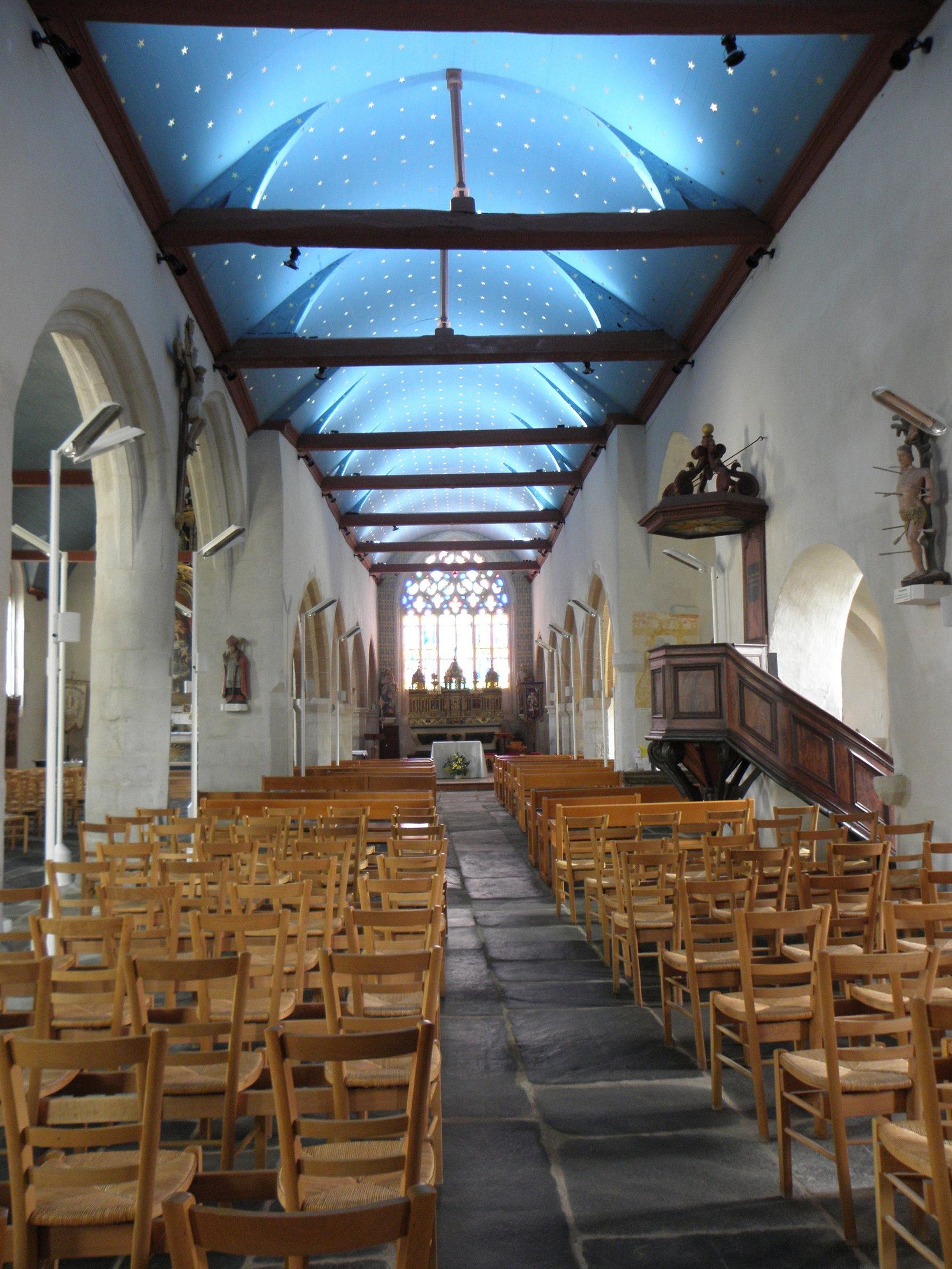
Plougasnou : église paroissiale Saint-Pierre, intérieur, la nef
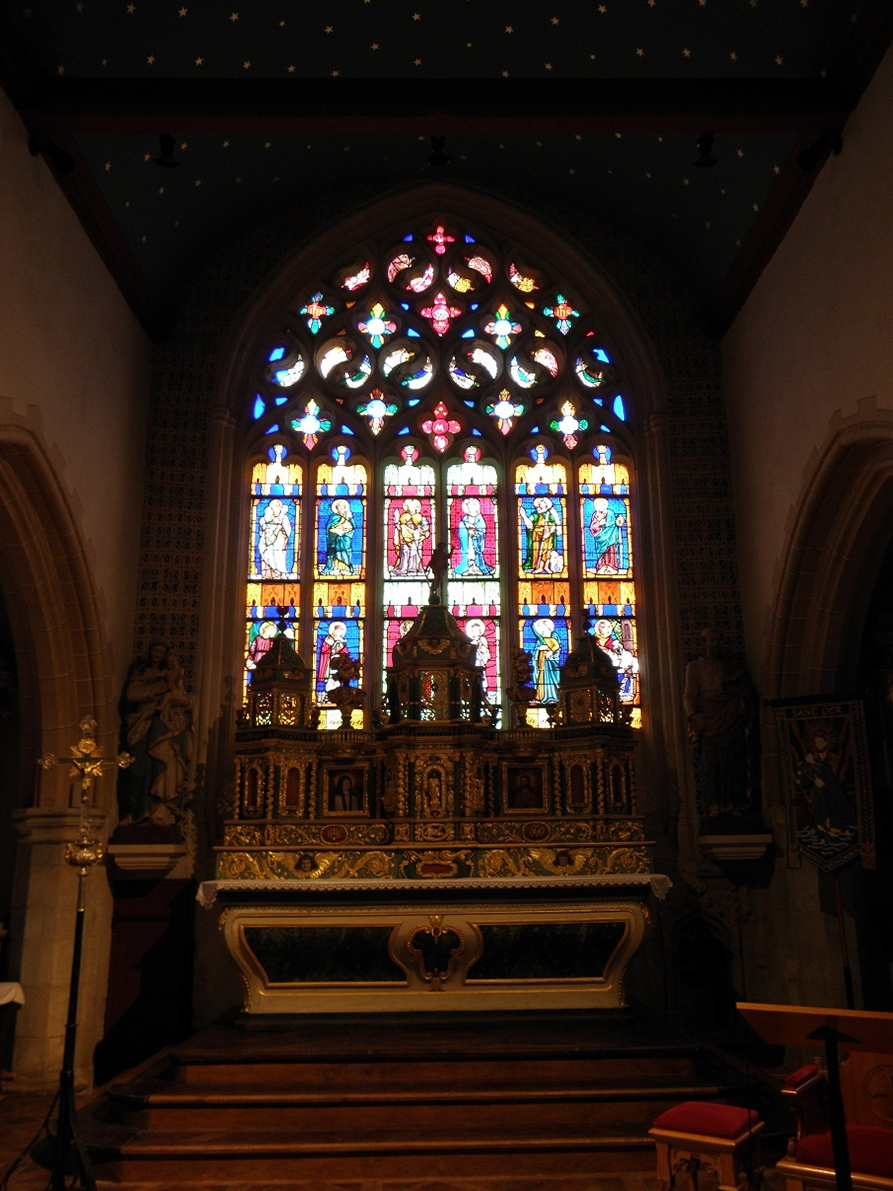
Plougasnou : église paroissiale Saint-Pierre, intérieur, le chœur et la maîtresse-vitre
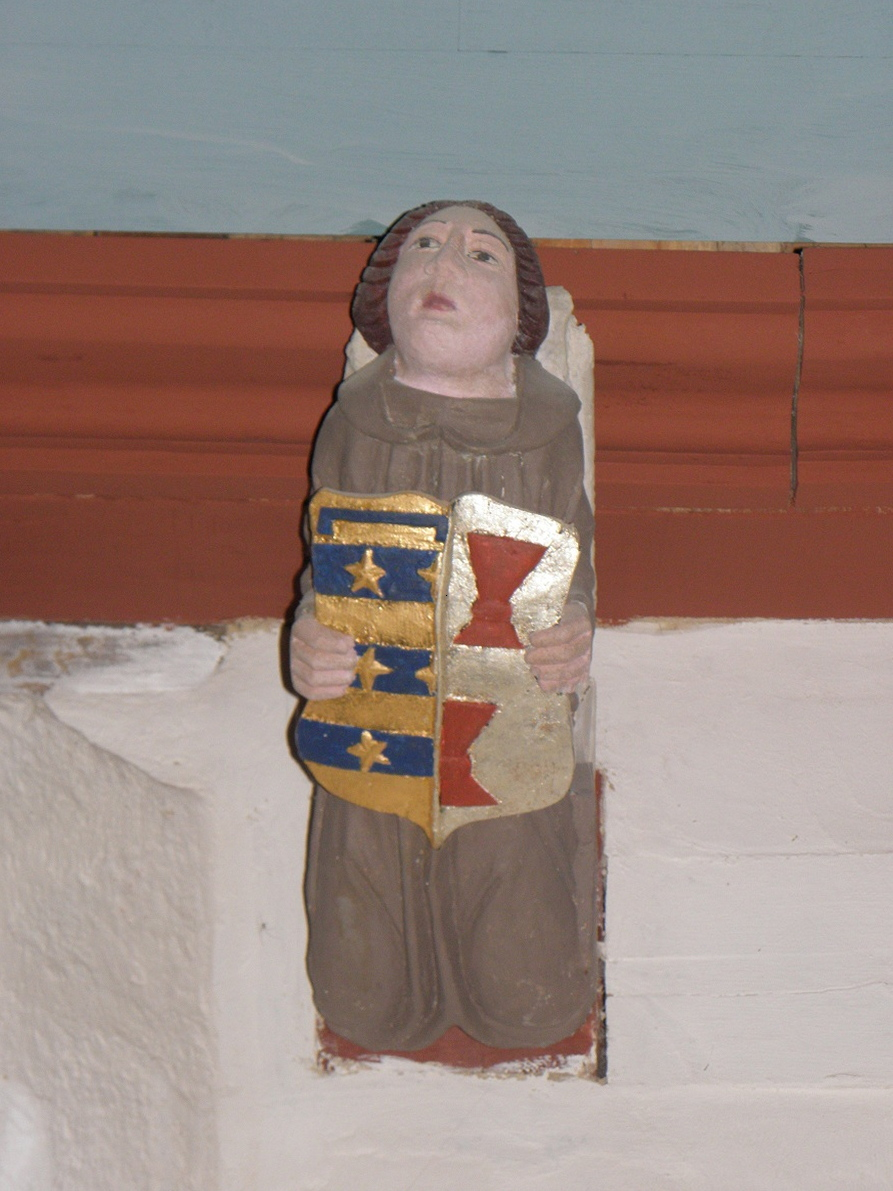
Plougasnou : église paroissiale Saint-Pierre, intérieur, blochet à l'entrée de la chapelle seigneuriale
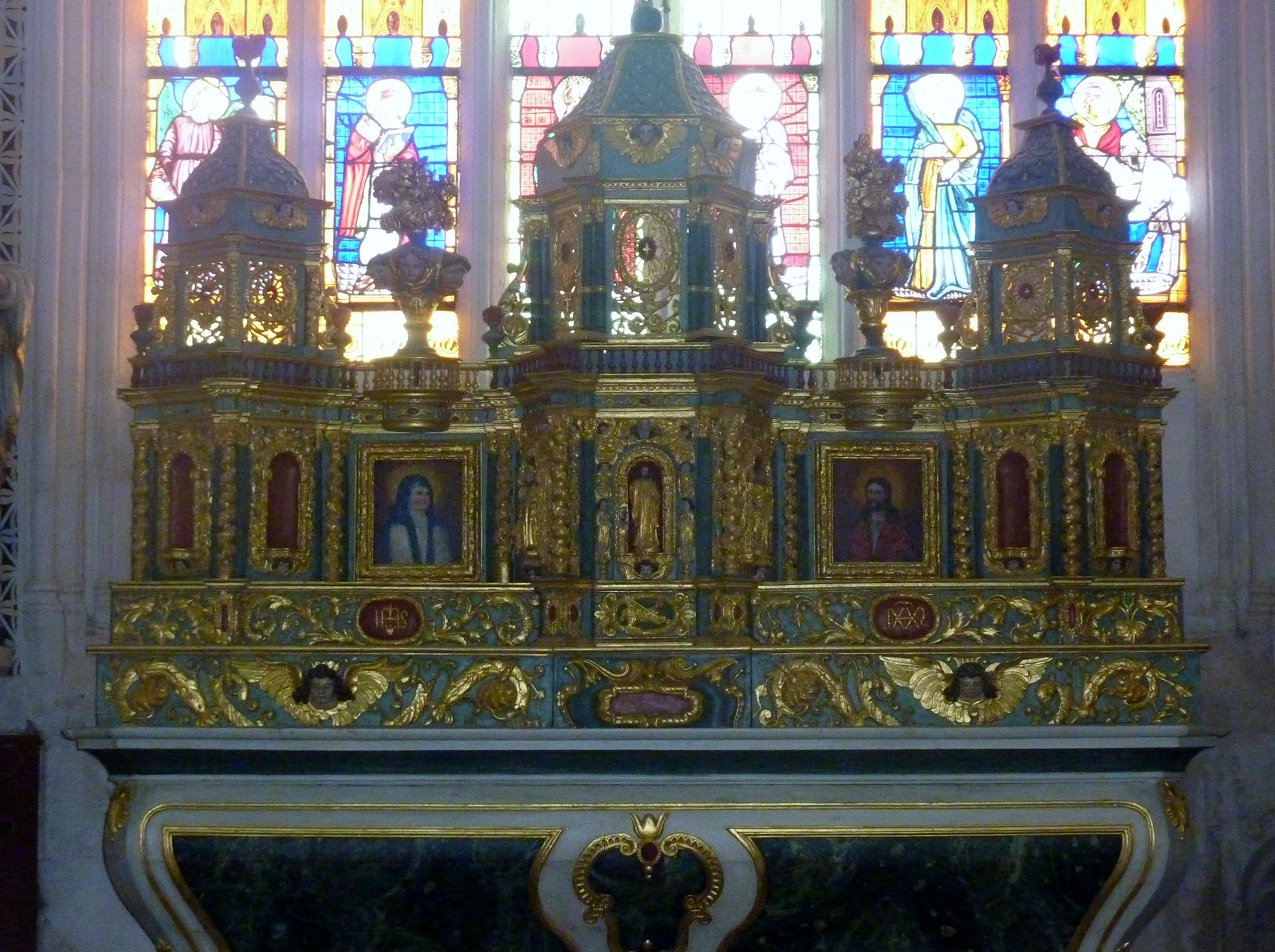
Plougasnou : église paroissiale Saint-Pierre, intérieur, le maître-autel (XVIIe siècle)
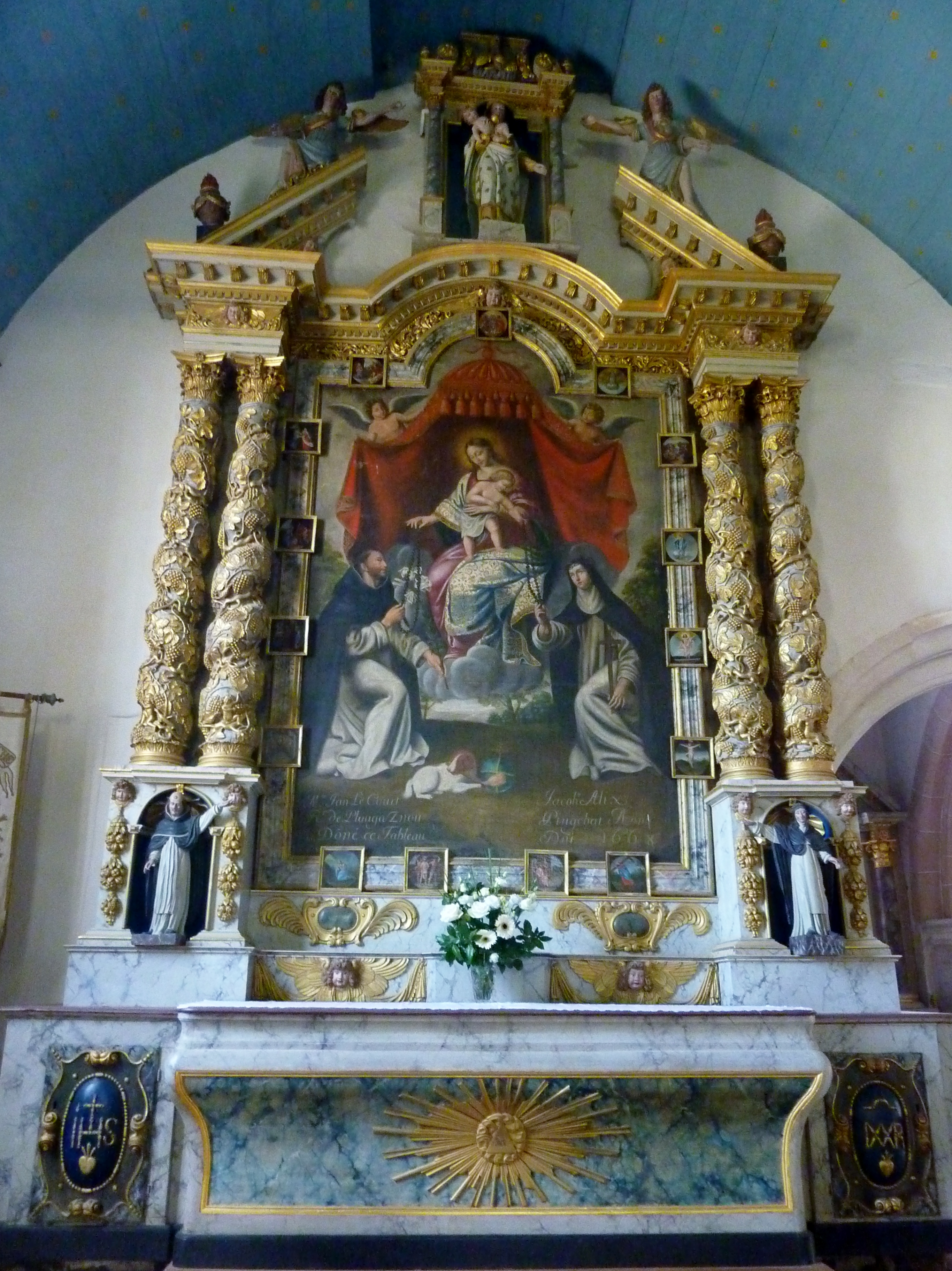
Plougasnou : église paroissiale Saint-Pierre, intérieur, retable de la confrérie du Rosaire (date de 1668)
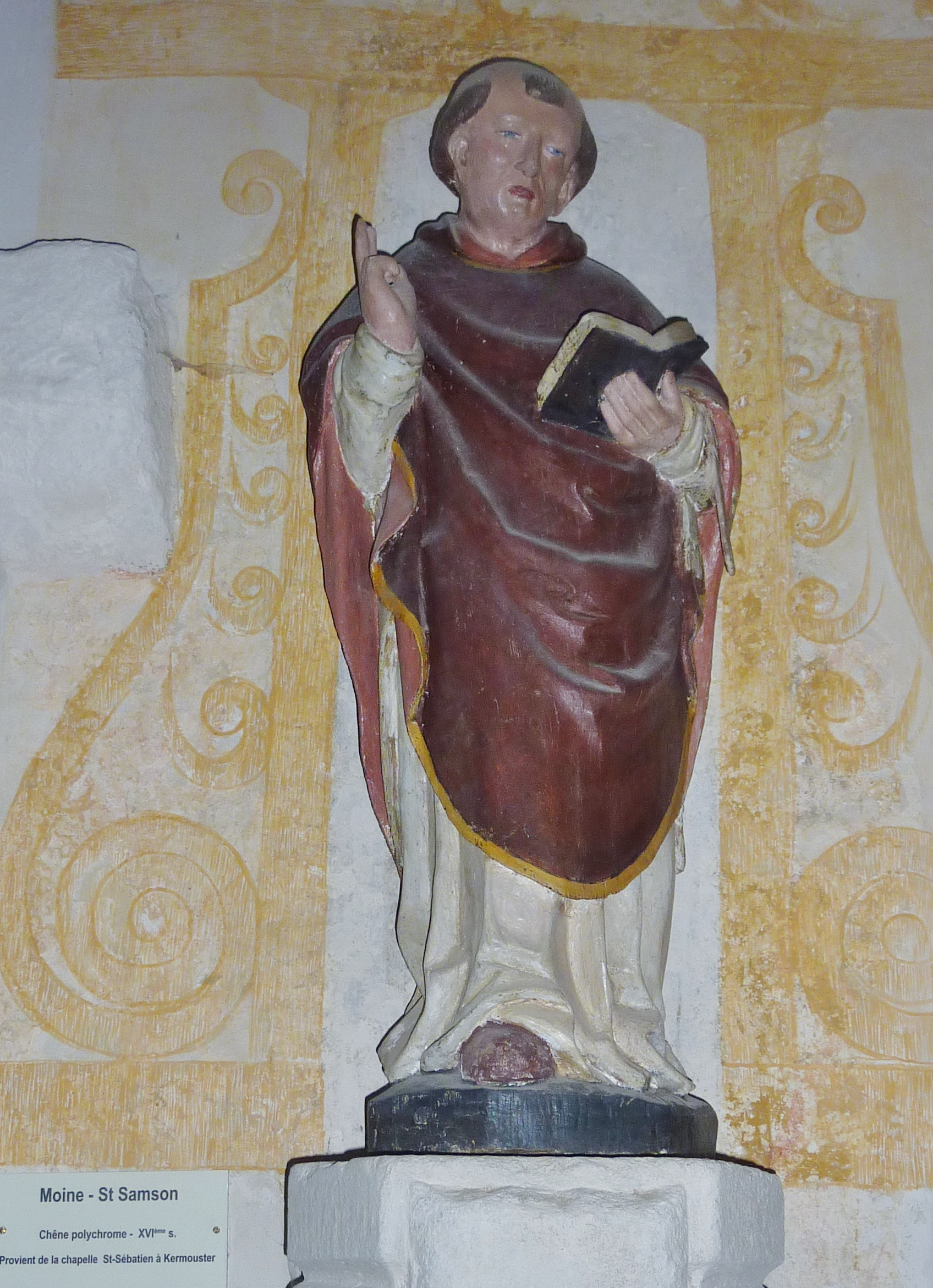
Plougasnou : église paroissiale Saint-Pierre, intérieur, statue de saint Samson (en chêne polychrome, date du XVIe siècle)
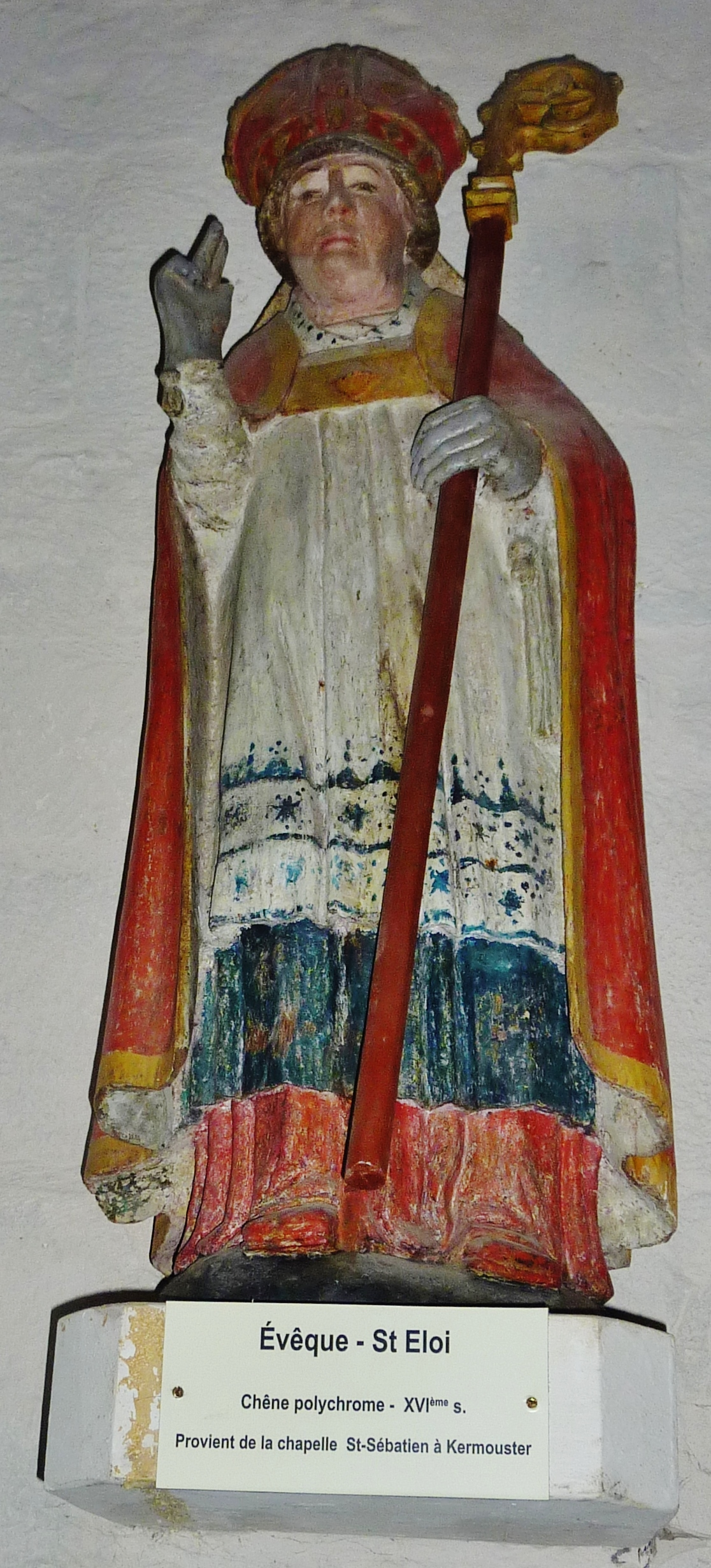
Plougasnou : église paroissiale Saint-Pierre, intérieur, statue de saint  Éloi [en fait saint Alar, confondu en Bretagne avec saint Éloi] (en chêne polychrome, date du XVIe siècle)
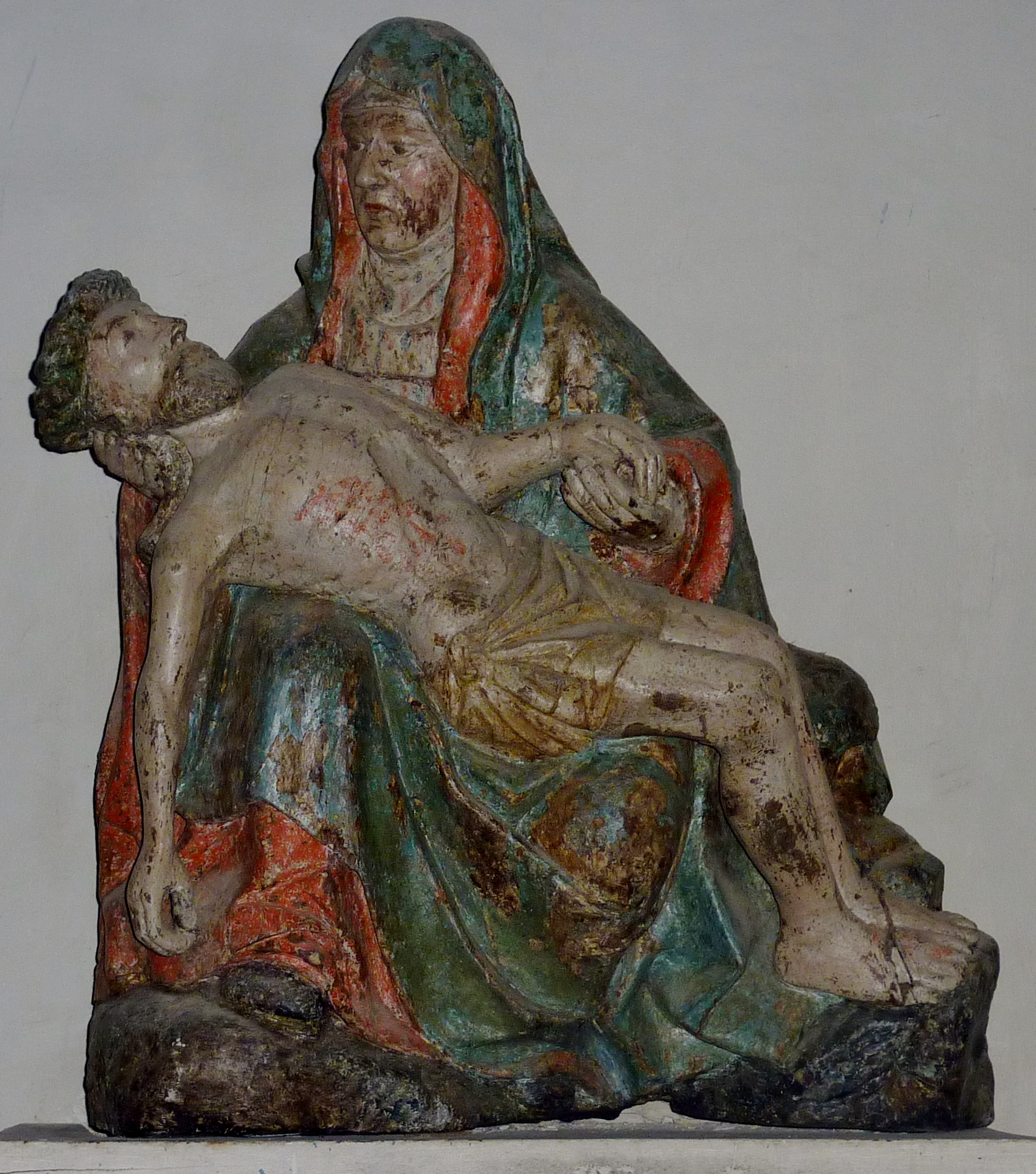
Plougasnou : église paroissiale Saint-Pierre, intérieur, groupe statuaire Notre-Dame-de-Pitié, fin XVe siècle
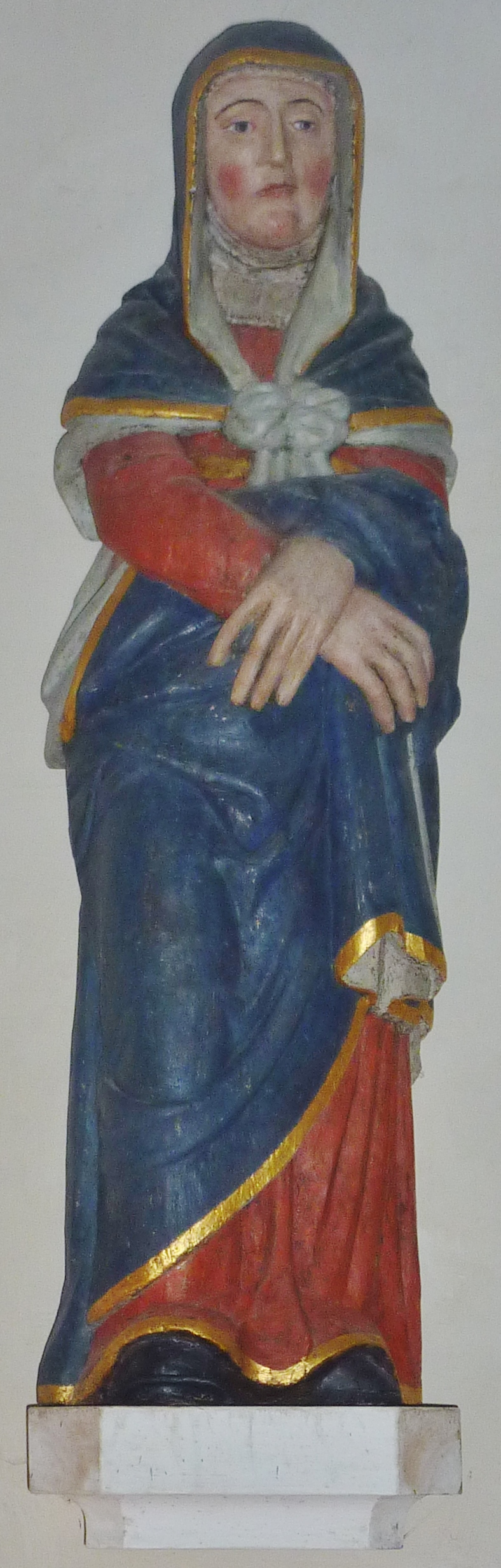
Plougasnou : église paroissiale Saint-Pierre, intérieur, Vierge de poutre de gloire (XVIIe siècle)
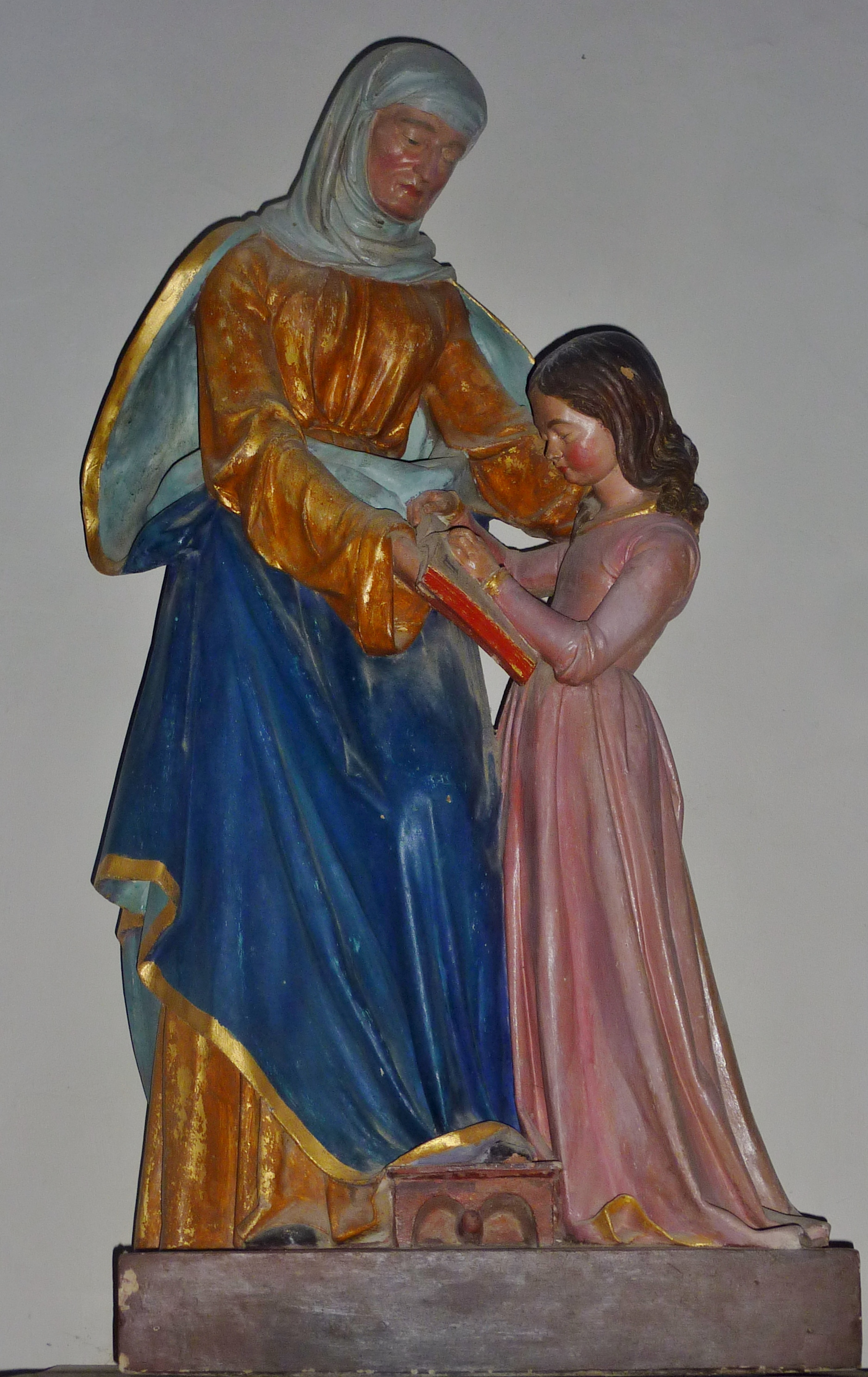
Plougasnou : église paroissiale Saint-Pierre, intérieur, groupe statuaire "Sainte Anne et Marie" (XIXe siècle)

L'église possède deux tableaux peints par le père Édouard Le Grand (1856-1936), qui proviennent de la chapelle Saint-Yves de Kermaria ; l'un des toiles représente le Vœu de Charles de Blois, l'autre la Mort de saint Yves.

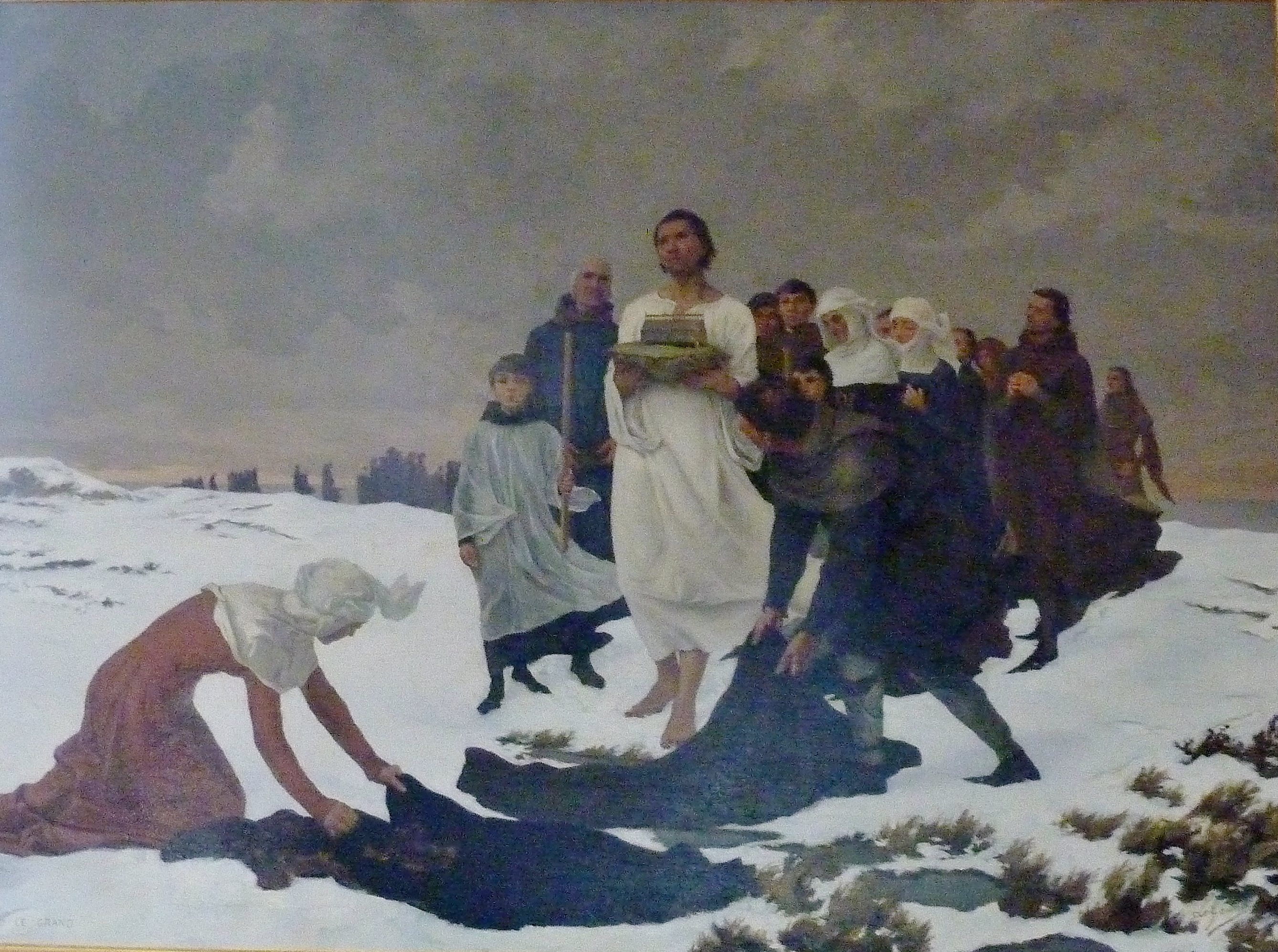
Plougasnou : église paroissiale Saint-Pierre, intérieur, tableau Vœu de Charles de Blois par le père Édouard Le Grand (1856-1936)
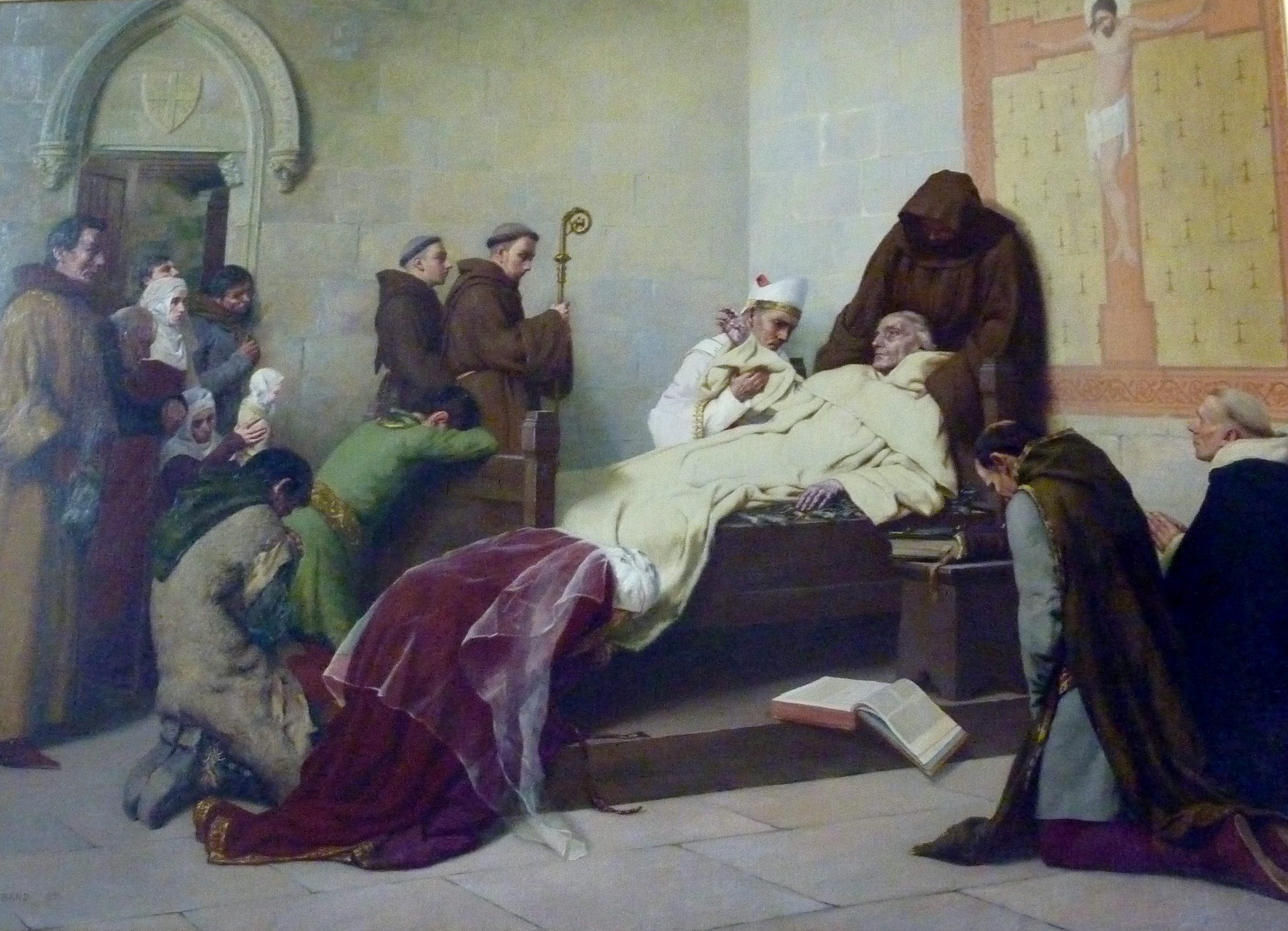
Plougasnou : église paroissiale Saint-Pierre, intérieur, tableau Mort de saint Yves par le père Édouard Le Grand (1856-1936)

Le calice et l'ostensoir, tous deux en argent doré et datant du XVIIe siècle, de l'église Saint-Pierre furent exposés lors de l'exposition universelle de 1900 à Paris. Les orgues, construites par Jules Heyer, datent de 1852 et leur partie instrumentale est classée monument historique.